# Madecorphnus falciger
Madecorphnus falciger är en skalbaggsart som beskrevs av Lansberge 1886. Madecorphnus falciger ingår i släktet Madecorphnus och familjen Orphnidae. Inga underarter finns listade i Catalogue of Life.